# Aljustrel
Aljustrel là một huyện thuộc tỉnh Beja, Bồ Đào Nha. Huyện này có diện tích 458 km², dân số thời điểm năm 2001 là 10567 người.